# Indosylvirana urbis
Espèce
Synonymes
- Hylarana urbis Biju, Garg, Mahony, Wijayathilaka, Senevirathne & Meegaskumbura, 2014

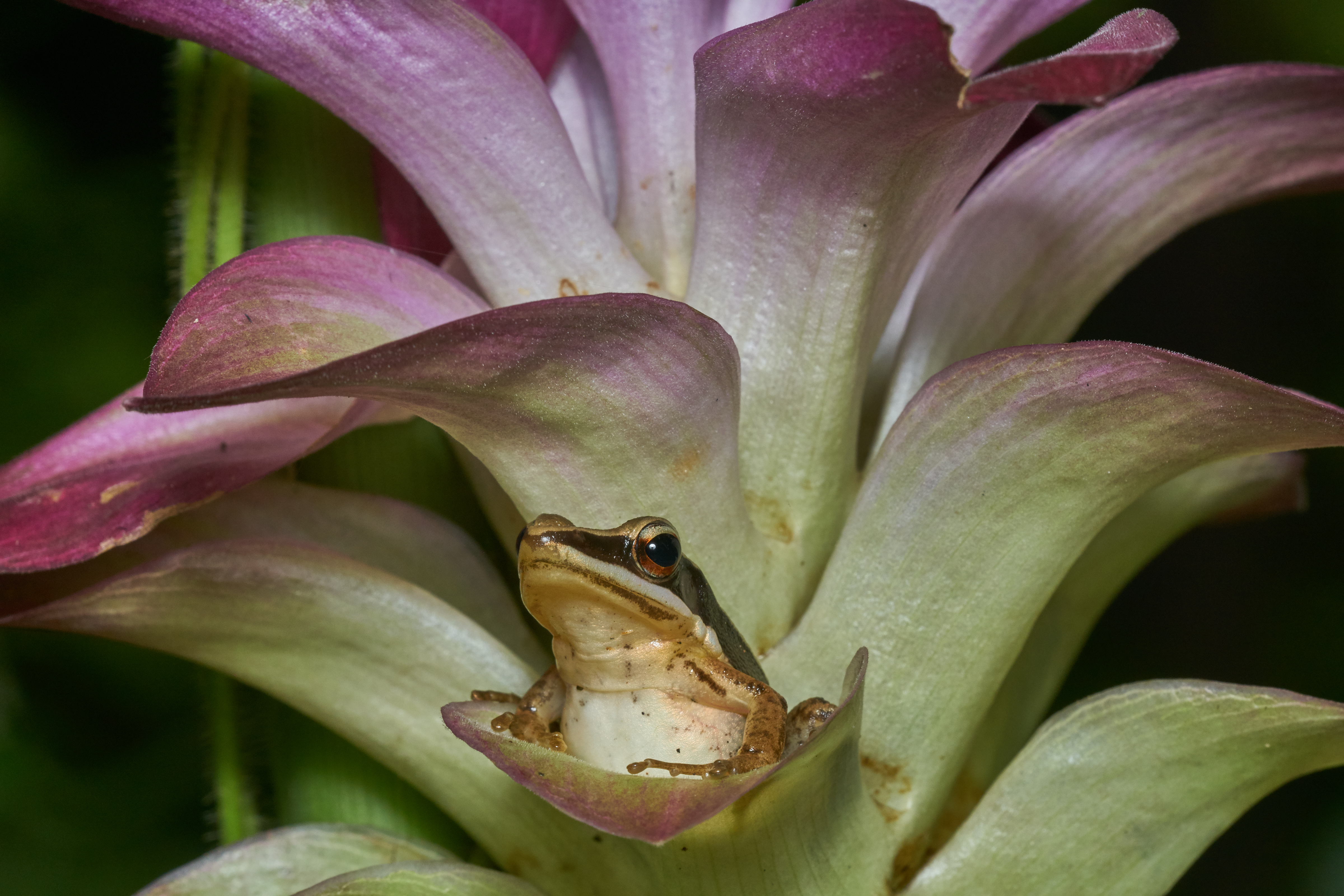
Une Indosylvirana urbis blottie dans un Curcuma dans les Ghats occidentaux, Inde.

Indosylvirana urbis est une espèce d'amphibiens de la famille des Ranidae.

## Répartition
Cette espèce est endémique du Kerala en Inde. Elle se rencontre dans les districts d'Ernakulam, de Malappuram et de Thrissur dans les Ghâts occidentaux.

## Description
Les mâles mesurent de 30,1 à 34,3 mm et la femelle 41,2 mm.

## Étymologie
Cette espèce est nommée en référence à son lieu de découverte.

## Publication originale
- Biju, Garg, Mahony, Wijayathilaka, Senevirathne & Meegaskumbura, 2014 : DNA barcoding, phylogeny and systematics of Golden-backed frogs (Hylarana, Ranidae) of the Western Ghats-Sri Lanka biodiversity hotspot, with the description of seven new species. Contributions to Zoology, vol. 83, no 4, p. 269–335 (texte intégral).